# Museu da Moeda
Das Museu da Moeda (deutsch: Museum des Geldes) ist ein unterirdisches Bauwerk unterhalb der Praça Saidy Mingas an der Avenida 4 de Fevereiro im Zentrum der angolanischen Hauptstadt Luanda. Es wurde im Mai 2016 eingeweiht. Das Museum wird im Norden von der Bucht von Luanda, im Westen von den rund 100 m hohen Kianda-Türmen, im Osten von der Nationalbank von Angola und im Süden von der Banco de Poupança e Crédito begrenzt. Auf einer Fläche von 4425 m² verfügt es über Räume für permanente und wechselnde Ausstellungen, ein Amphitheater, eine Garderobe, eine Cafeteria und einen Verkaufsladen für Andenken.

## Geschichte
Während der Planung des Museums war ursprünglich  der Vorort Talatona als Standort vorgesehen. Man entschied sich jedoch für eine sichtbarere Präsenz an der Prachtallee Avenida 4 de Fevereiro (Marginal) in der historischen Altstadt neben anderen wichtigen Bankhäusern. Aufgrund des Platzmangels an dieser Stelle und um die historische Praça zu erhalten, wurde eine unterirdische Konstruktion beschlossen. Am Eingang befinden sich lediglich vier futuristisch gestaltete Sonnensegel aus Metall. Der Bau wurde von dem portugiesischen Unternehmen Grupo Confrasilvas im März 2013 begonnen und in zweieinhalb Jahren beendet. Alle Baumaterialien stammen aus Angola. Der Kalkstein wurde  aus Benguela, das Holz aus Uíge, der Granit aus Huíla und der Marmor aus Namibe beschafft.

## Sammlung
Zu den Exponaten gehören sowohl die Währungseinheiten, die als Tauschmittel in Angola vor der portugiesischen Kolonialzeit in Gebrauch waren, wie Halsketten aus Schneckenhäuschen oder Muscheln, Perlenketten aus Knochen, Zähnen oder aromatischen Wurzeln, einzelne Kaurimuscheln – genannt Zimbu – die später durch Panos – kleine Stoffstücke aus Palmenfasern – ersetzt wurden, die von Händlern aus dem Königreich Kongo und dem Königreich Loango nach Angola gebracht wurden, in Steine oder Barren geformtes Salz, Elfenbein – das ab dem Ende des 16. Jahrhunderts als Zahlungsmittel auftauchte – und kleine Kupferkreuze – die Schmiede zur Herstellung von Messern, Pfeilen, Hacken, Bechern und anderen Utensilien benutzten – als auch die 1694 von Gouverneur Jacques de Magalhães eingeführten Münzen aus Metall – die Macuta – sowie das erste Papiergeld, das 1864 mit der Gründung der Portugiesischen Überseebank verbreitet wurde, welches 1910 von den „Vasco da Gama“ und 1926 von den „Angolares“ abgelöst wurde – die die neu geschaffene Banco de Angola herausgab – bis Portugal 1953 die gemeinsame Währung Escudo einführte. Ebenso zu besichtigen sind die ersten Banknoten des unabhängigen Angola – die 1977 eingeführten Kwanzas – die 1990 durch den Novo Kwanza, 1995 durch den Kwanza Reajustado und 2013 wiederum durch den Kwanza ersetzt wurden.

## Besucher
In den ersten drei Jahren nach der Eröffnung wurde das Museum von 225.000 Besuchern besichtigt. Zu den Hauptbesuchern gehören Schüler, Studenten und Wissenschaftler aus dem In- und Ausland.